# Austrian Holocaust Memorial Award
El Austrian Holocaust Memorial Award (AHMA) fue creado en 2006 por la organización Servicio Austríaco en el Extranjero. Este premio se concede anualmente a una persona que se haya esforzado especialmente en lo que respecta a la memoria a la Shoah (Holocausto).
Desde 1992 jóvenes austríacos prestan el Servicio Austríaco de la Memoria en Alemania, Argentina, Bélgica, Bulgaria, China, Estados Unidos, Francia, Holanda, Hungría, Inglaterra, Israel, Italia, Lituania, Polonia, República Checa, Rusia y Ucrania. De este modo, jóvenes austríacos asumen responsabilidad por los crímenes cometidos también por nacionalsocialistas austríacos. La meta de AHMA es indicar una persona que apoya la conmemoración al holocausto de manera calificada.

## Galardonados
- 2006 - Pan Guang, Centro de Estudios Judíos en Shanghái, China
- 2007 - Alberto Dines, Casa Stefan Zweig, Petrópolis, Brasil
- 2008 - Robert Hébras, Oradour-sur-Glane, Francia
- 2009 - Jay M. Ipson, Virginia Holocaust Museum, Richmond (Virginia), Estados Unidos
- 2010 - Eva Marks, Melbourne, Australia
- 2011 - Centro Judío de Auschwitz (Centrum Żydowskie w Oświęcimiu), Oświęcim, Polonia
- 2012 - Ladislaus Löb,[1] Brighton, Inglaterra
- 2013 - Hugo Höllenreiner,[2] Ingolstadt, Alemania
- 2014 - Margers Vestermanis,[3] Riga, Letonia
- 2015 - Erika Rosenberg, Buenos Aires, Argentina: Erika Rosenberg es una escritora alemana, intérprete, traductora, periodista y la biógrafa de Oskar Schindler y Emilie Schindler. Además Erika Rosenberg representa desde 2009 a la República Argentina en el consejo internacional de la organización Servicio Austriaco en el Extranjero.
- 2016 Giorgio Frassineti, Predappio (Forlì), Italia
- 2017 Ruben Fuks, Belgrad, Serbia
- 2018 Alla Gerber y Ilja Altman, Moscú, Rusia
- 2019 Tomislav Dulic, Uppsala, Suecia